# Eudistoma vulgare
Eudistoma vulgare är en sjöpungsart som beskrevs av Monniot 1988. Eudistoma vulgare ingår i släktet Eudistoma och familjen Polycitoridae. Inga underarter finns listade i Catalogue of Life.